# Tehuelcze

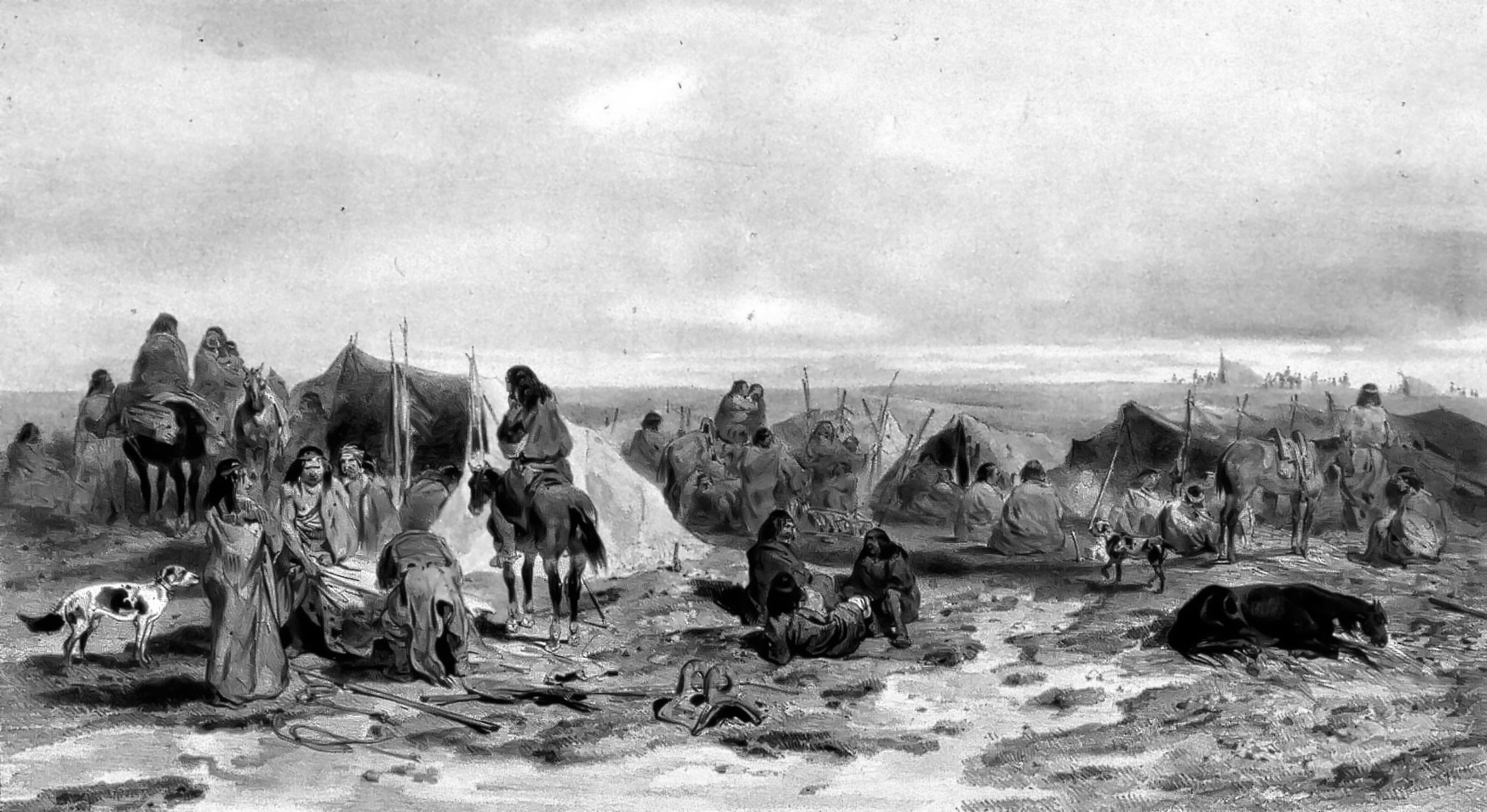
Obóz Indian Tehuelcze, 1838

Tehuelcze (Tehuelche)  – plemię Indian Ameryki Południowej, zamieszkujące tereny Patagonii . W 2001 roku ich liczebność wynosiła około 6 tysięcy. Zajęcia Tehuelczów to myślistwo, zbieractwo i chów zwierząt. Społeczności Tehuelczów prowadzą koczowniczy tryb życia .